# Scaria
Scaria è una frazione del comune comasco di Alta Valle Intelvi posta in valle a nordest del centro abitato.

## Storia
Come testimoniato dalla scoperta di alcuni massi incisi ad coppelle, la località, piccolo villaggio agricolo di antica origine della Valle Intelvi, doveva essere abitata già in epoca preistorica. All'età romana risalgono invece alcune tombe riportate alla luce sul territorio.
Un ordine di Napoleone permise a Scaria di annettere Lanzo, Ramponio e Verna, ma gli austriaci annullarono la decisione al loro ritorno nel 1815 con il Regno Lombardo-Veneto.
Nel 1853 la popolazione era costituita da 353 abitanti, dopo l'unità d'Italia, il paese non diede segni di crescita demografica. Nel 1928 il fascismo decise la soppressione del comune unendolo a Lanzo d'Intelvi, che a sua volta nel 2017 è confluito nel nuovo comune di Alta Valle Intelvi a seguito dell'esito del referendum popolare che si è svolto il 20 novembre 2016.

## Monumenti e luoghi d'interesse

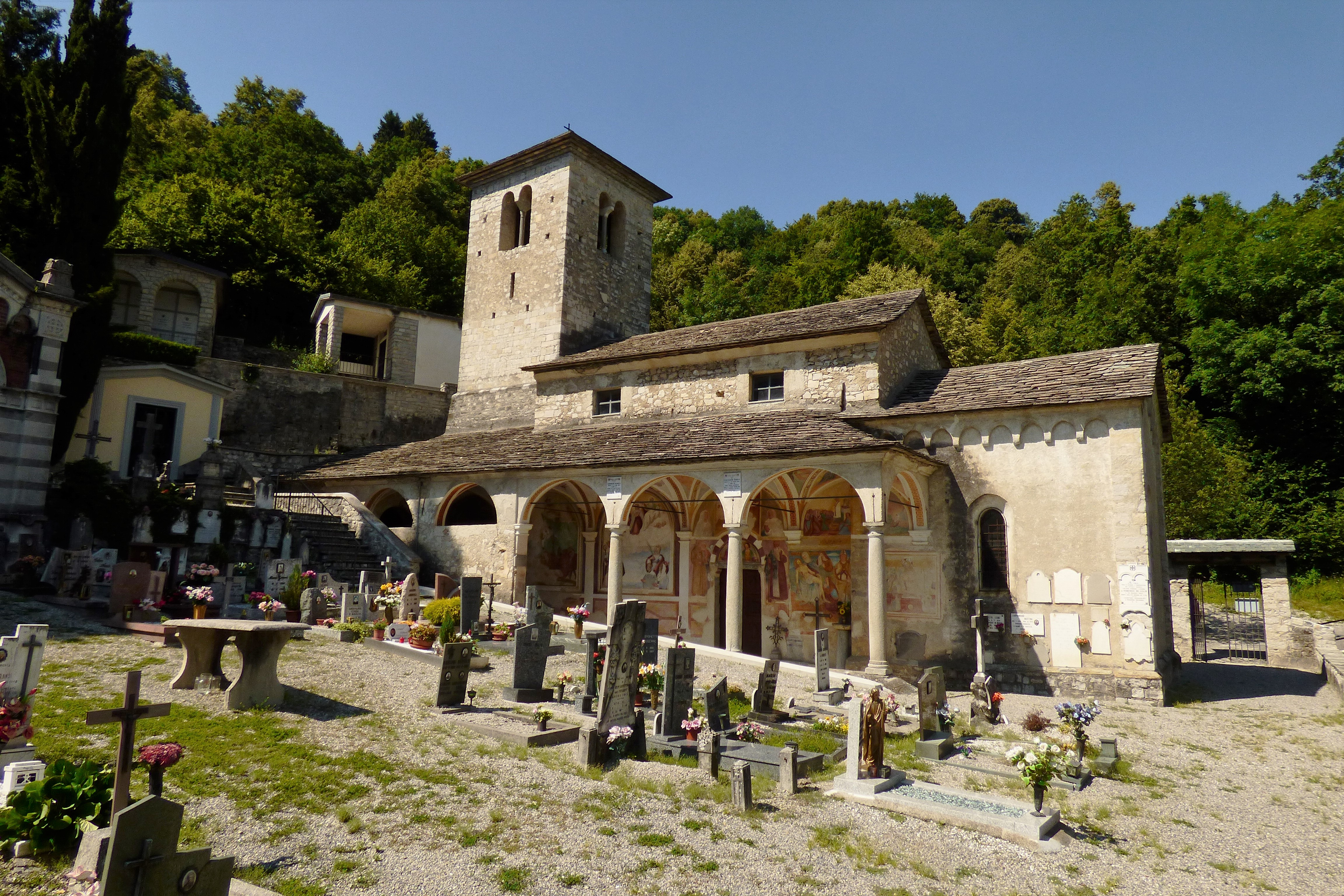
Chiesa dei SS. Nazaro e Celso

### Architetture religiose
Scaria ospita due chiese, che nel corso dei secoli vennero elevate entrambe alla dignità di co-parrocchiale della parrocchia intitolata ai santi Nazaro e Celso.

#### Chiesa dei Santi Nazaro e Celso
Fuori paese si trova la chiesa dei Santi Nazaro e Celso, di origine romanica, edificio che in origine esercitava le funzioni di chiesa parrocchiale. Risalente al XII secolo ma rimaneggiata tra i secoli XVI e XVII, la chiesa conserva una decorazione pittorica cinque-seicentesca. Sul lato meridionale esterno, affreschi seicenteschi ornano la parete verso il cimitero dove erano sepolti i fratelli Carloni, illustri figli di Scaria. Tra gli affreschi ospitati all'interno della chiesa, opere di Giovanni Andrea De Magistris e di Giovanni Battista Tarilli.

#### Chiesa di Santa Maria
Dotata di campanile di origine rinascimentale, la parrocchiale di S. Maria, risale al XV secolo ma venne ampliata nel successivo. La chiesa è tra le più riccamente decorate della Val d'Intelvi, costituendo un ambiente in cui architettura, scultura e pittura si fondono armoniosamente in un'ottica di Gesamtkunstwerk, così da creare una fastosa e scenografica macchina decorativa tardobarocca. 
Gli interni della chiesa sono il frutto di un totale rinnovamento voluto dai fratelli Diego Francesco e Carlo Innocenzo Carloni. Discendenti da una famiglia di artisti essi eseguirono i lavori di ristrutturazione e restauro per circa 50 anni (grossomodo tra il 1709 e il 1752). Carlo si occupò degli affreschi e dei quadri, mentre il fratello Diego dei rilievi e delle statue a stucco.

### Architetture civili
- Casa De Aglio, contenente una sala di rappresentanza del XVII secolo.[18]

### Aree naturali e siti archeologici
- Masso avello[19]

## Cultura

### Museo diocesano d'arte sacra
Il museo è attivo dal 1966. Tra le opere ivi conservate si menzionano nove statue lignee scolpite da Ercole Ferrata, un ritratto di quest'ultimo attribuito a Carlo Maratta, alcuni affreschi realizzati dai Tarilli (opere originariamente collocate all'interno della chiesa di S. Maria), una pittura di Carlo Innocenzo Carloni e una serie di oggetti liturgici (tra cui due croci astili medievali: una del XII secolo, l'altra più recente di circa tre secoli). Il museo ospita inoltre alcuni affreschi del XVI secolo, provenienti dalla chiesa di Santa Maria e dalla storica casa della famiglia De Aglio.